# Rezolucja Zgromadzenia Ogólnego ONZ nr 212
Rezolucja Zgromadzenia Ogólnego ONZ nr 212 – rezolucja uchwalona podczas III Sesji Zgromadzenia Ogólnego ONZ w dniu 19 listopada 1948 odnośnie do udzielenia pomocy dla palestyńskich uchodźców.

## Tło przyjęcia rezolucji
W dniu 15 maja 1948 wygasał brytyjski mandat w Mandacie Palestyny. Uchwalona 29 listopada 1947 Rezolucja Zgromadzenia Ogólnego ONZ nr 181 zakładała rozwiązanie konfliktu izraelsko-arabskiego poprzez utworzenie dwóch państw w Palestynie: żydowskiego i arabskiego. Przywódcy społeczności żydowskiej zaakceptowali plan podziału Palestyny, chociaż zaproponowany obszar państwa żydowskiego przyjęli jako „niezbędne minimum”, i bez zgłaszania zastrzeżeń rozpoczęli przygotowania do utworzenia własnego państwa. Natomiast społeczność arabska sprzeciwiła się Rezolucji 181, twierdząc, że narusza ona prawa większości mieszkańców Palestyny. Arabowie spostrzegali plan podziału Palestyny jako niesprawiedliwy, ponieważ oddawał większość terytorium państwa w ręce stanowiącej mniejszość społeczności żydowskiej. W rezultacie, 30 listopada 1947 doszło do wybuchu wojny domowej w Mandacie Palestyny. W maju 1948 doszło do interwencji zbrojnej sąsiednich państw arabskich w Palestynie, i wojna domowa przekształciła się w I wojnę izraelsko-arabską. W trakcie działań wojennych pojawili się palestyńscy uchodźcy, którzy znaleźli schronienie we wszystkich arabskich państwach wokół Izraela.

## Tekst rezolucji
Problem złagodzenia kwestii palestyńskich uchodźców wymaga podjęcia pilnych działań. Sprawozdanie Mediatora Narodów Zjednoczonych w Palestynie z dnia 18 września 1948 w części trzeciej stwierdza, że „należy podjąć działania w celu określenia niezbędnych środków i zapewnienia ich realizacji” i „wybór jest pomiędzy ratowaniem życia wielu tysięcy ludzi lub pozwoleniu im umrzeć."
Zważywszy, że działający Mediator, w jego dodatkowym sprawozdaniu z dnia 18 października 1948 oświadcza, że „sytuacja uchodźców jest krytyczna” i że „pomoc nie tylko musi być kontynuowana, ale dużo bardziej rozszerzona, jeśli chcemy uniknąć katastrofy”,
Zważywszy, że złagodzenie warunków głodu i cierpień palestyńskich uchodźców jest warunkiem odniesienia minimalnego sukcesu w wysiłkach Narodów Zjednoczonych na rzecz pokoju na ziemi,
Zgromadzenie Ogólne
1. Wyraża swoje podziękowanie rządom i organizacjom, a także poszczególnym osobom, które udzieliły bezpośredniej pomocy lub odpowiedziały na apel Mediatora.
2. Uważa, na podstawie zaleceń Mediatora, że kwota około 29 500 000 $ będzie wystarczająca dla zapewnienia pomocy dla 500 000 uchodźców na okres dziewięciu miesięcy od dnia 1 grudnia 1948 do 31 sierpnia 1949, że dodatkowa kwota około 2 500 000 $ będzie wymagana dla administracji i lokalnych kosztów operacyjnych.
3. Upoważnia Sekretarza Generalnego, w porozumieniu z Komitetem Doradczym ds. Administracyjnych i Budżetowych, aby od razu przekazać sumę 5 000 000 $ ze Stołecznego Funduszu Pracy Narodów Zjednoczonych, w celu wypłaty przed upływem określonego w ustępie 2 terminie, zanim wpłyną dobrowolne składki rządowe wymagane w ustępie 4.
4. Wzywa wszystkie państwa członkowskie Narodów Zjednoczonych, aby jak najszybciej przekazały dobrowolną pomoc w naturze lub funduszach, aby zapewnić, że wymagana wielkość funduszy będzie wystarczająca. Stwierdza, że tym celu, dobrowolne składki państw trzecich do funduszy mogą być dokonywane w walutach innych niż dolar Stanów Zjednoczonych, w walutach takich, w jakich działają organizacje niosące pomoc.
5. Upoważnia Sekretarza Generalnego do ustanowienia specjalnego funduszu, do którego mają być dokonywane wpłaty, które będą zarządzane jako osobne konto.
6. Upoważnia Sekretarza Generalnego do wydawania otrzymanych środków zgodnie z ustępem 3 i 4 niniejszej rezolucji.
7. Poleca Sekretarzowi Generalnemu, w konsultacji z  Komitetem Doradczym ds. Administracyjnych i Budżetowych, ustalić przepisy dla administracji i kontroli funduszu.
8. Prosi Sekretarza Generalnego o podjęcie wszelkich niezbędnych kroków w celu rozszerzenia pomocy dla uchodźców palestyńskich oraz ustanowienia niezbędnych organizacji administracyjnych do realizacji tego celu, wzywanie o pomoc do odpowiednich instytucji i licznych rządów, wyspecjalizowanych agencji Narodów Zjednoczonych, Nadzwyczajnego Funduszu Narodów Zjednoczonych na Rzecz Dzieci, Międzynarodowego Komitetu Czerwonego Krzyża, Stowarzyszenia Ligi Czerwonego Krzyża i innych ochotniczych agencji. Przy czym uznaje się, że udział organizacji społecznych w planie niesienia pomocy w żadnym razie nie narusza zasad bezstronności tych organizacji.
9. Prosi Sekretarza Generalnego o mianowanie Dyrektora Narodów Zjednoczonych ds. Pomocy Uchodźcom Palestyńskim, któremu może przekazać odpowiedzialność za ogólne planowanie i realizację programu niesienia pomocy.
10. Zgadza się na zwołanie przez Sekretarza Generalnego komitetu doradczego złożonego z siedmiu członków wybranych przez Przewodniczącego Zgromadzenia Ogólnego, do którego Sekretarz Generalny może przekazywać wszystkie uwagi i korzystać z dorady komisji.
11. Prosi Sekretarza Generalnego, aby kontynuować i rozszerzać realizację niniejszego programu pomocowego aż maszyneria przewidziana niniejszą rezolucją zostanie ustanowiona.
12. Wzywa Światową Organizację Zdrowia, Organizację Narodów Zjednoczonych do spraw Wyżywienia i Rolnictwa, Nadzwyczajny Fundusz Narodów Zjednoczonych na Rzecz Dzieci i inne odpowiednie organizacje oraz agencje działające w ramach programów pomocowych, aby szybko dostarczyły dostawy, wyspecjalizowany personel i inne dozwolone przepisami oraz środkami finansowymi usługi, w celu złagodzenia rozpaczliwej sytuacji uchodźców palestyńskich we wszystkich państwach.
13. Prosi Sekretarza Generalnego o złożenie na następnej sesji zwyczajnej Zgromadzenia Ogólnego sprawozdania z podjętych działań w wyniku niniejszej rezolucji[6].

Rezolucja została przyjęta większością głosów.